# André Van In
André Van In (Lier, 1949 - Parijs, 27 augustus 2022) was een Belgische documentairemaker. Hij was de auteur van acht documentaires, waaronder Geel  (1979), La commission de la vérité  (1999) en La véritable histoire du bus 402  (2002). Zijn films werden meerdere malen geselecteerd voor festivals zoals Cinéma du réel (het internationale documentairefilmfestival van het Centre national d'art et de culture Georges-Pompidou) en de Europese filmprijs voor beste documentaire.

## Levensloop
Van 1968 tot 1974 studeerde Van In aan het Institut français du cinéma (IFC), waar Noël Burch en Jean-André Fieschi lesgaven, en daarna aan de Universiteit Paris-VIII, in de filmafdeling.
Voor zijn afstudeerfilm in 1974 vroeg Van In aan Vincent Blanchet om mee te helpen bij de realisatie van een documentaire in Geel, een stad op een steenworp van Antwerpen, waar geesteszieken die normaal veroordeeld zouden zijn tot een asiel, het dagelijkse leven van gezinnen delen, zonder beperkingen of vooroordelen. Een centraal ziekenhuis zorgt voor de patiënten, en het is een echt alternatief voor het asiel, in navolging van het beleid van sociale reïntegratie van mensen met een stoornis dat in Italië werd geïnitieerd door Franco Basaglia. André Van In en Vincent Blanchet hebben er zestien maanden lang hun camera opgesteld. De film, getiteld Geel , werd voor het eerst uitgebracht in 1976, geproduceerd door INA, AATON, Z.D.F. en Z Production en RTBF Luik. In 1981 werd de film bewerkt tot twee afleveringen voor de televisie, La nef des fous en La dame de saint Dimphna.
In 1981 hielp Van In bij de oprichting van de Ateliers Varan, een opleidingscentrum voor documentairemakers op initiatief van Jean Rouch, waar hij de rest van zijn leven docent zou blijven. De jaren nadien ontwikkelde hij ateliers in Mexico City in 1982, Telamayu, Bolivia in 1983, Johannesburg in 1985 en Vietnam in 2004. Van In leidde ook langetermijnworkshops zoals "Paris XXème", dat hij samen met Catalina Villar gedurende vijf jaar organiseerde met bewoners van het 20e arrondissement en workshops die leidden tot lange documentaires zoals Non-Lieux  van Mariana Otero en Alexandra Rojo en Exil à domicile van Leïla Habchi en Benoît Prin in Parijs in het begin van de jaren 90.
In 1982 regisseerde hij Dans les bureaux , een portret van een typische dag in de kantoren van een grote verzekeringsmaatschappij.
In 1985 organiseerde de Ateliers Varan een workshop documentairemaken in Johannesburg (Zuid-Afrika), waar de zwarte en blanke bevolking onder het juk van de apartheid van elkaar werden gescheiden. Om aan deze segregatie te ontsnappen schreven Van In, Julie Henderson, Thulani Mokoena en Donne Rundle in Parijs een script waarmee ze momenten van het leven in Johannesburg afzonderlijk konden filmen en vervolgens tijdens de montage combineren om het verhaal van Les chroniques sud-africaines  in 1988 samen te stellen.
In 1989 maakte Van In een documentaire in de Parijse buitenwijken, Histoires de classes.
De Ateliers Varan volgden vanaf 1991 drie jaar lang de verkiezing van Nelson Mandela. Drie filmmakers produceerden My vote is my secret  in een klimaat van post-apartheid spanning tijdens Zuid-Afrika's eerste democratische verkiezingen, die plaatsvonden op 27 april 1994.
In 1993 maakte Van In de documentaire Que faire?  in Parijs. De film werd gemaakt in Bagnolet, een communistische gemeente sinds 1928, met activisten van de cellen Paul Eluard, Albert Ferrand en Viala-Delavois. De opnames vonden plaats tijdens de parlementsverkiezingen tussen december 1992 en mei 1993.
Tussen 1995 en 1999 keerde Van In terug naar Zuid-Afrika om de documentaire La commission de la vérité  te maken. De film volgt de waarheids- en verzoeningscommissie, een procedure die door Nelson Mandela werd geïnitieerd om de democratie te herstellen. Verzoening kan alleen plaatsvinden als het verleden is berecht, geheeld en uitgedreven. De documentaire won 2 prijzen bij Cinéma du réel, de Prix des bibliothèques en de Louis Marcorelles-prijs van het Franse ministerie van Buitenlandse Zaken. De film werd ook erkend als documentaire van het jaar door de Scam].
In 2002 regisseerde Van In La véritable histoire du bus 402  in de wijk Pyramides in Évry-Ville-Nouvelle, een van die woonwijken die werden opgericht als een stedelijke utopie na de jaren 1960-80.
In 2004 regisseerde Van In de documentaire Grandir au collège . De film speelt zich af op de middelbare school Pasteur in Gennevilliers, in de noordwestelijke buitenwijken van Parijs.
Van 2004 tot 2014 leidde hij Varan Vietnam-workshops en hielp hij bij het opzetten van deze workshop als productie- en distributiemaatschappij en als eerste onafhankelijke workshop gerund door voormalige Vietnamese stagiairs.
In 2006 regisseerde Van In de documentaire Bienvenue chez Chris in opdracht van Arte TV, als onderdeel van een serie documentaires getiteld Visages d'Europe, die zich afspeelt in een klein dorp in Zandhoven in de provincie Antwerpen.

## Filmografie

### Directeur
- 1979: Geel [1], samen met Vincent Blanchet
- 1982: Dans les bureaux [5]
- 1989: Histoires de classes
- 1993: Que faire? [8]
- 1999: La Commission de la vérité [2]
- 2002: La Véritable Histoire du bus 402 [3]
- 2004: Grandir au collège [9]
- 2006: Bienvenue chez Chris

### Acteur
- 2002: Un petit cas de conscience